# Druivenkoers Overijse
Druivenkoers Overijse – kolarski wyścig jednodniowy rozgrywany od 1961 corocznie w belgijskiej prowincji Brabancja Flamandzka w okolicy miasta Overijse. 
Impreza organizowana jest od 1961. Do 1969 rozgrywana była w formie kryterium ulicznego, od 1970 odbywa się jako międzynarodowy wyścig jednodniowy. Od 2005 Druivenkoers Overijse został włączony do cyklu UCI Europe Tour z kategorią 1.1.

## Zwycięzcy
Opracowano na podstawie:
| Rok  | Pierwsze            | Drugie                 | Trzecie                |
| ---- | ------------------- | ---------------------- | ---------------------- |
| 1961 | Ludo Janssens       | Michel Symens          | Jozef Lemmens          |
| 1962 | Jos Dewit           | Jozef Lemmens          | Jozef Schils           |
| 1963 | Henri De Wolf       | Theo Mertens           | Noël De Pauw           |
| 1964 | Willy Van Den Eynde | Robert Lelangue        | Emiel Verheyden        |
| 1965 | Joseph Spruyt       | Jan Nolmans            | Noël De Pauw           |
| 1966 | Eddy Merckx         | Camiel Vyncke          | Romain Robben          |
| 1967 | Alfons De Bal       | Lucien Willekens       | Jan Nolmans            |
| 1968 | John Schepers       | Jan Harings            | Herman Vrancken        |
| 1969 | Antoon Houbrechts   | Frans Verbeeck         | Martin Van Den Bossche |
| 1970 | Roger De Vlaeminck  | Martin Van Den Bossche | Frans Verbeeck         |
| 1971 | Georges Pintens     | Eric Leman             | Domingo Perurena       |
| 1972 | Roger De Vlaeminck  | Roger Rosiers          | Jean-Pierre Berckmans  |
| 1973 | Roger Swerts        | Gustaaf Hermans        | Antoon Houbrechts      |
| 1974 | Roger De Vlaeminck  | Jean Van der Stappen   | Michael Wright         |
| 1975 | Eddy Merckx         | André Dierickx         | Roger De Vlaeminck     |
| 1976 | Joseph Bruyère      | Victor Van Schil       | Ludo Van Staeyen       |
| 1977 | Frans Verbeeck      | Jacques Martin         | Enrico Paolini         |
| 1978 | Roger De Vlaeminck  | Ferdi Van Den Haute    | Walter Dalgal          |
| 1979 | Ludo Peeters        | Frank Hoste            | Eric Van De Wiele      |
| 1980 | Alfons De Wolf      | Rudy Pevenage          | Keith Lambert          |
| 1981 | Rudy Pevenage       | Roger De Cnijf         | Jostein Wilmann        |
| 1982 | Guido Van Calster   | Jacques Boyer          | Walter Dalgal          |
| 1983 | Walter Dalgal       | René Martens           | Patrick Onnockx        |
| 1984 | Jean-Marie Wampers  | Ronny Van Holen        | William Tackaert       |
| 1985 | Rudy Dhaenens       | Dirk Demol             | Marc Sergeant          |
| 1986 | Marc Somers         | Patrick Onnockx        | Marc Maertens          |
| 1987 | Adrie van der Poel  | Gert Jakobs            | Noël Segers            |
| 1988 | Marc Sergeant       | Luc Roosen             | Herman Frison          |
| 1989 | Carlo Bomans        | Dirk De Wolf           | Peter De Clercq        |
| 1990 | Dirk De Wolf        | Rudy Dhaenens          | Frans Maassen          |
| 1991 | Ronny Van Holen     | Jan Mattheus           | Wilco Zuijderwijk      |
| 1992 | Wiaczesław Jekimow  | Andy Bishop            | Dirk De Wolf           |
| 1993 | Herman Frison       | Andrei Tchmil          | Johan Museeuw          |
| 1994 | Johan Museeuw       | Frank Vandenbroucke    | Adrie van der Poel     |
| 1995 | Johan Museeuw       | Arvis Piziks           | Edwig Van Hooydonck    |
| 1996 | Erik Breukink       | Wim Vansevenant        | Thomas Fleischer       |
| 1997 | Andrei Tchmil       | Marc Wauters           | Lars Michaelsen        |
| 1998 | Siergiej Iwanow     | Wilfried Peeters       | Kurt Van De Wouwer     |
| 1999 | Siergiej Iwanow     | Christophe Detilloux   | Berry Hoedemakers      |
| 2000 | Michel Vanhaecke    | Andrei Tchmil          | Scott Sunderland       |
| 2001 | Serge Baguet        | Vincent Cali           | Iwajło Gabrowski       |
| 2002 | Christophe Brandt   | Geoffrey Demeyere      | Marc Streel            |
| 2003 | Matthé Pronk        | Bert Hiemstra          | Christophe Brandt      |
| 2004 | Stefan Schumacher   | Geoffrey Demeyere      | Bert Scheirlinckx      |
| 2005 | Leonardo Duque      | Nick Nuyens            | Piotr Wadecki          |
| 2006 | Russell Downing     | Gabriel Rasch          | Nikolas Maes           |
| 2007 | Roy Sentjens        | Nikolas Maes           | Johnny Hoogerland      |
| 2008 | Dominic Klemme      | Jonas Van Genechten    | Johnny Hoogerland      |
| 2009 | Aleksejs Saramotins | Bert De Waele          | Bert Scheirlinckx      |
| 2010 | Björn Leukemans     | Marco Marcato          | Preben Van Hecke       |
| 2011 | Björn Leukemans     | Davy Commeyne          | Jurgen Van Goolen      |
| 2012 | Björn Leukemans     | Dmitrij Murawjow       | Johnny Hoogerland      |
| 2013 | Björn Leukemans     | Jurgen Van Goolen      | Kenneth Vanbilsen      |
| 2014 | Jonas Van Genechten | Jasper De Buyst        | Tom Van Asbroeck       |
| 2015 | Jérôme Baugnies     | Marco Marcato          | Sean De Bie            |
| 2016 | Jérôme Baugnies     | Huub Duyn              | Marco Marcato          |
| 2017 | Jérôme Baugnies     | Amund Grøndahl Jansen  | Xandro Meurisse        |
| 2018 | Xandro Meurisse     | Oscar Riesebeek        | Jimmy Janssens         |
| 2019 | Arvid de Kleijn     | Gianni Vermeersch      | Tom Van Asbroeck       |
| 2020 | Florian Sénéchal    | Dries De Bondt         | Mathieu van der Poel   |
| 2021 | Remco Evenepoel     | Mikkel Frølich Honoré  | Aimé De Gendt          |
| 2022 | Matis Louvel        | Arnaud Démare          | Dries Van Gestel       |
| 2023 | Victor Campenaerts  | Rasmus Tiller          | Jasper De Buyst        |
| 2024 | Jelte Krijnsen      | Matis Louvel           | Jenthe Biermans        |
| 2025 |                     |                        |                        |